# روبرت شامبرز (محامي)
روبرت شامبرز (بالإنجليزية: Robert Chambers)‏ هو قاضي ومحامي نيوزيلندي، ولد في 23 أغسطس 1953 في أوكلاند في نيوزيلندا، وتوفي في 21 مايو 2013 في ويلينغتون في نيوزيلندا.